# Katunguru, Uganda
Katunguru, es un asentamiento en el distrito de Rubirizi, subregión de Ankole, en la región occidental de Uganda. El nombre también se aplica al subcondado de Katunguru y a la parroquia de Katunguru, donde se encuentra el asentamiento.

## Ubicación
Katunguru está justo al sur del ecuador, en la carretera Kikorongo-Ishaka. La ciudad está a unos 18 kilómetros (11 mi), por carretera, al norte de Rubirizi, donde se encuentra la sede del distrito.
Se encuentra en la orilla sur del canal de Kazinga, que une el lago George con el lago Edward, y forma la frontera entre el distrito de Kasese al norte y el distrito de Rubirizi al sur. Katunguru se encuentra a unos 41 kilómetros al sur de Kasese, la ciudad grande más cercana.
Katunguru, que se encuentra dentro de los límites del parque nacional de la Reina Isabel, está situado a unos 383 kilómetros (238 mi), por carretera, al oeste de Kampala, la mayor ciudad de Uganda y la capital de ese país. Las coordenadas de Katunguru, Uganda, son: 0°08'49.0 "S, 30°03'46.0 "E (Latitud:-0.146956; Longitud:30.062770). Katunguru se encuentra a una altitud media de 950 metros sobre el nivel medio del mar.

## Población
En 2015, la Oficina de Estadística de Uganda (UBOS) estimó la población del subcondado de Katunguru en 3.900 personas. En 2020, la UBOS estimó que esa población había aumentado a 4.200 habitantes a mediados de año. Además, estimó que en julio de 2020, 2.400 habitantes (57,1 por ciento) eran hombres y 1.800 habitantes (42,9 por ciento) eran mujeres. La UBOS calculó además que la población de esta localidad había crecido a una tasa media anual del 1,5 por ciento, entre 2015 y 2020.

## Puntos de interés
Los siguientes puntos de interés se encuentran dentro de los límites de la ciudad o cerca de sus límites: (a) las oficinas del Ayuntamiento de Katunguru (b) la sede del subcondado de Katunguru (c) el mercado central de Katunguru, fuente de productos frescos diarios y (d) la escuela secundaria superior de Katunguru.